# Wspólnota Drużyn Grunwaldzkich

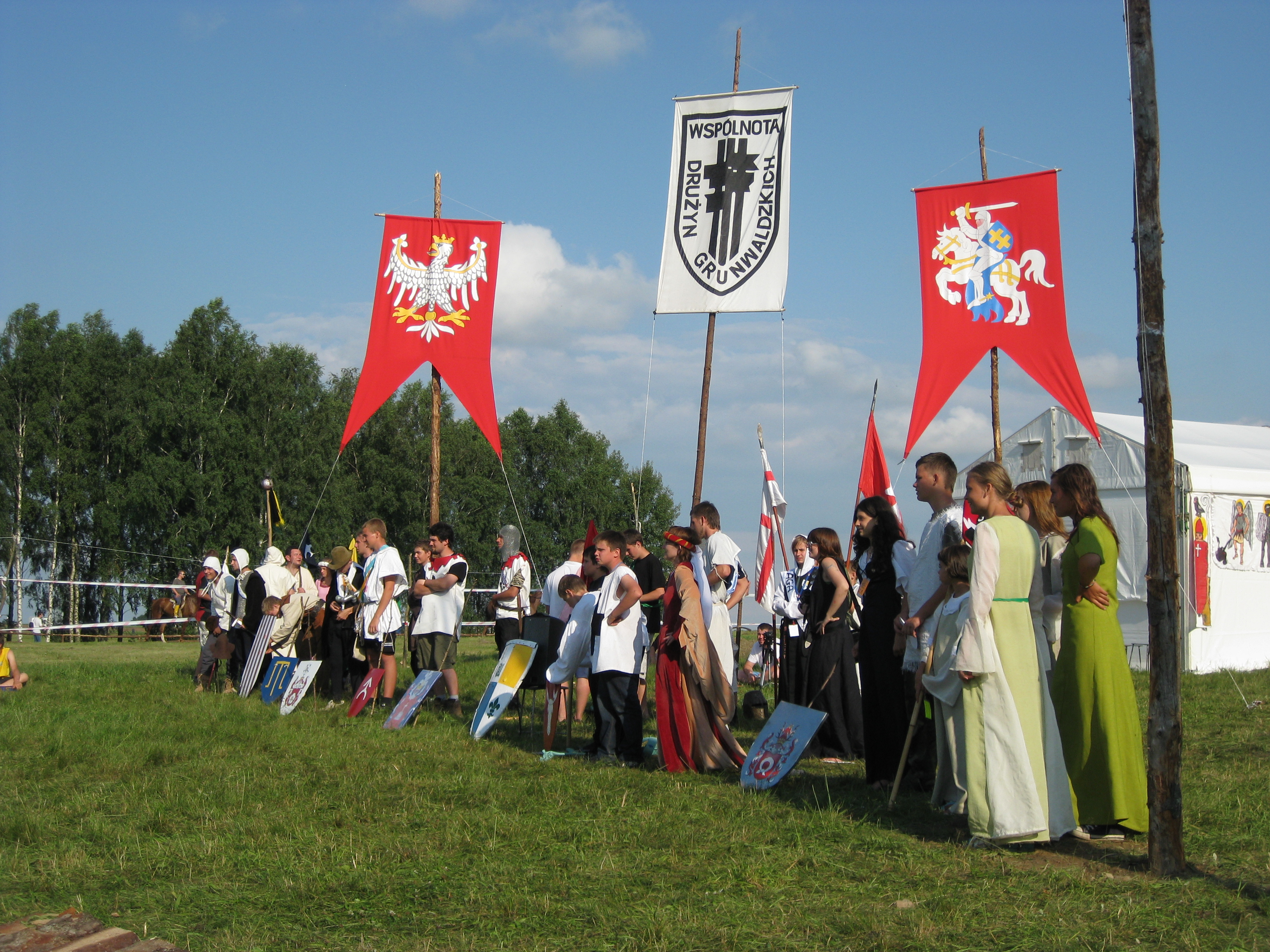
Ogólnopolski Harcerski Zlot Grunwaldzki – doroczne spotkanie członków „Wspólnoty Drużyn Grunwaldzkich” na polu bitwy

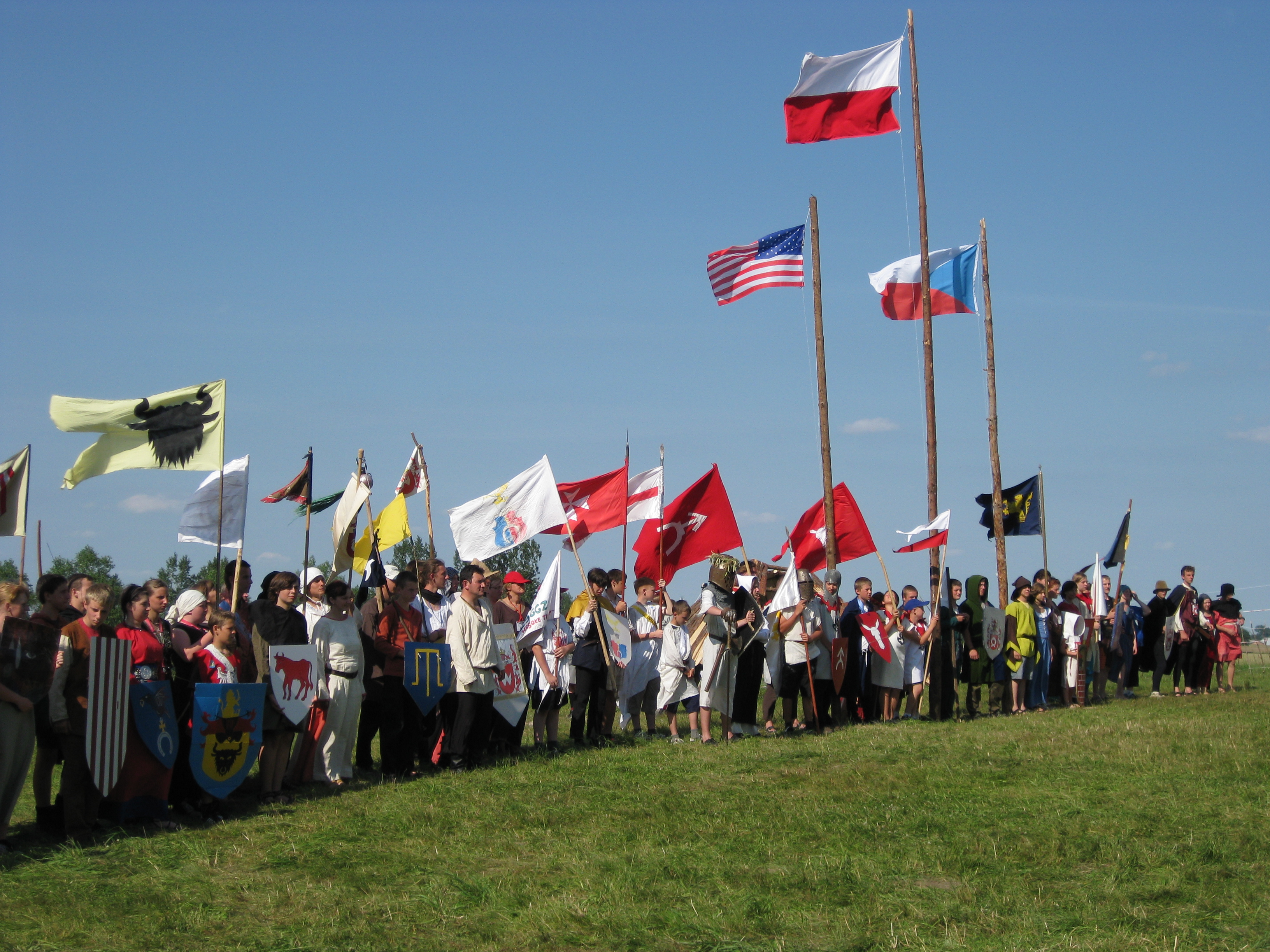
Harcerze „Wspólnoty Drużyn Grunwaldzkich” w strojach rycerskich na Ogólnopolskim Harcerskim Zlocie Grunwaldzkim

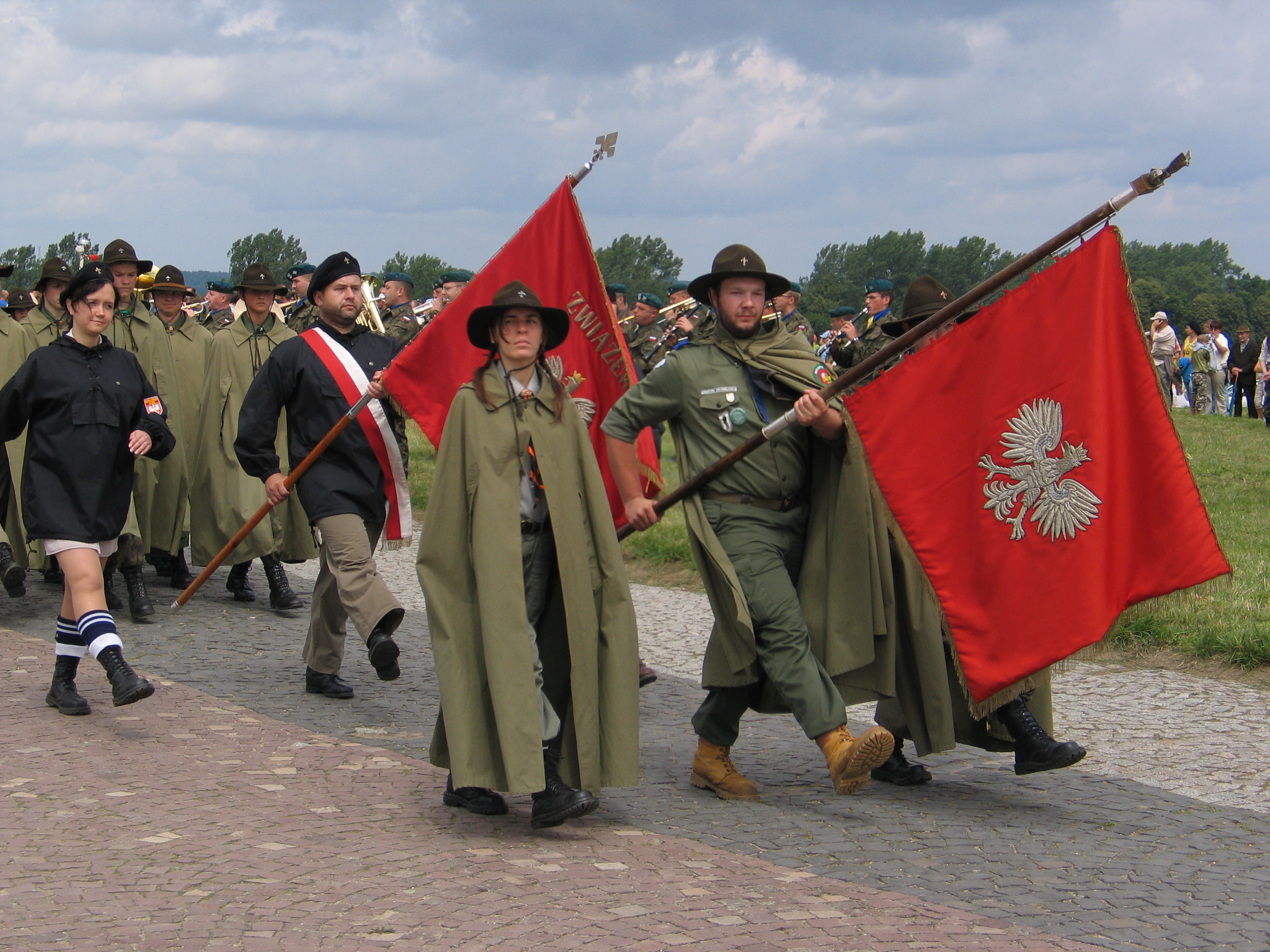
Defilada Drużyn Grunwaldzkich ze sztandarem Związku Harcerstwa Polskiego i sztandarem Chorągwi Warmińsko-Mazurskiej ZHP

„Wspólnota Drużyn Grunwaldzkich” – ogólnopolski ruch programowo-metodyczny. Działa w ramach Związku Harcerstwa Polskiego. Powstał 12 maja 1991. Skupia instruktorów i wędrowników oraz jednostki harcerskie – gromady zuchowe, drużyny harcerskie, starszoharcerskie, wędrownicze i kręgi instruktorskie. Siedzibą Ruchu jest Chorągiew Warmińsko-Mazurska ZHP im. Grunwaldu w Olsztynie.
Uchwałą Rady Gminy Grunwald z dnia 16 lipca 2011 „Wspólnota Drużyn Grunwaldzkich” posiada Honorowe Obywatelstwo Gminy Grunwald, nadane w uznaniu 20-letniej działalności ruchu.

## Cele Ruchu
Celem działania Ruchu jest:
- integrowanie jednostek harcerskich oraz osób indywidualnych, którym bliskie są idee grunwaldzkie;
- upowszechnianie idei i wiedzy o Grunwaldzie wśród zuchów, harcerzy, harcerzy starszych, wędrowników i instruktorów, młodzieży szkolnej z całej Polski oraz organizacji harcerskich i skautowych za granicą;
- prowadzenie współzawodnictwa o Tytuł i „Odznakę Grunwaldzką”.

Dla osiągnięcia celów „Wspólnota”:
- zrzesza „Drużyny Grunwaldzkie” i indywidualnych członków;
- koordynuje wszystkie przedsięwzięcia związane ze zdobywaniem przez jednostki harcerskie Tytułu „Drużyny Grunwaldzkiej” oraz „Odznaki Grunwaldzkiej”, a przez harcerzy „Znaku Zawiszy”;
- tworzy i upowszechnia dorobek programowo-metodyczny, gromadzi literaturę popularną i naukową związana z Bitwą pod Grunwaldem;
- wydaje rocznik naukowy „Grunwaldzkie Konteksty”;
- szkoli kadrę instruktorską w zakresie treści programowych i działań metodycznych;
- popularyzuje ideę grunwaldzką oraz dorobek „Wspólnoty” w wydawnictwach własnych i środkach masowego przekazu;
- prowadzi Poradnię Grunwaldzką;
- dba o Kopiec Jagiełły na polu bitwy pod Grunwaldem;
- prowadzi Kronikę Grunwaldzką i Księgę „Drużyn Grunwaldzkich”;
- współpracuje z władzami harcerskimi, państwowymi i samorządowymi, instytucjami oraz organizacjami społecznymi.

## Władze Ruchu
Władzami Ruchu są:
- Sejmik „Wspólnoty Drużyn Grunwaldzkich”,
- Rada „Wspólnoty Drużyn Grunwaldzkich”,
- Przewodniczący „Wspólnoty Drużyn Grunwaldzkich”.

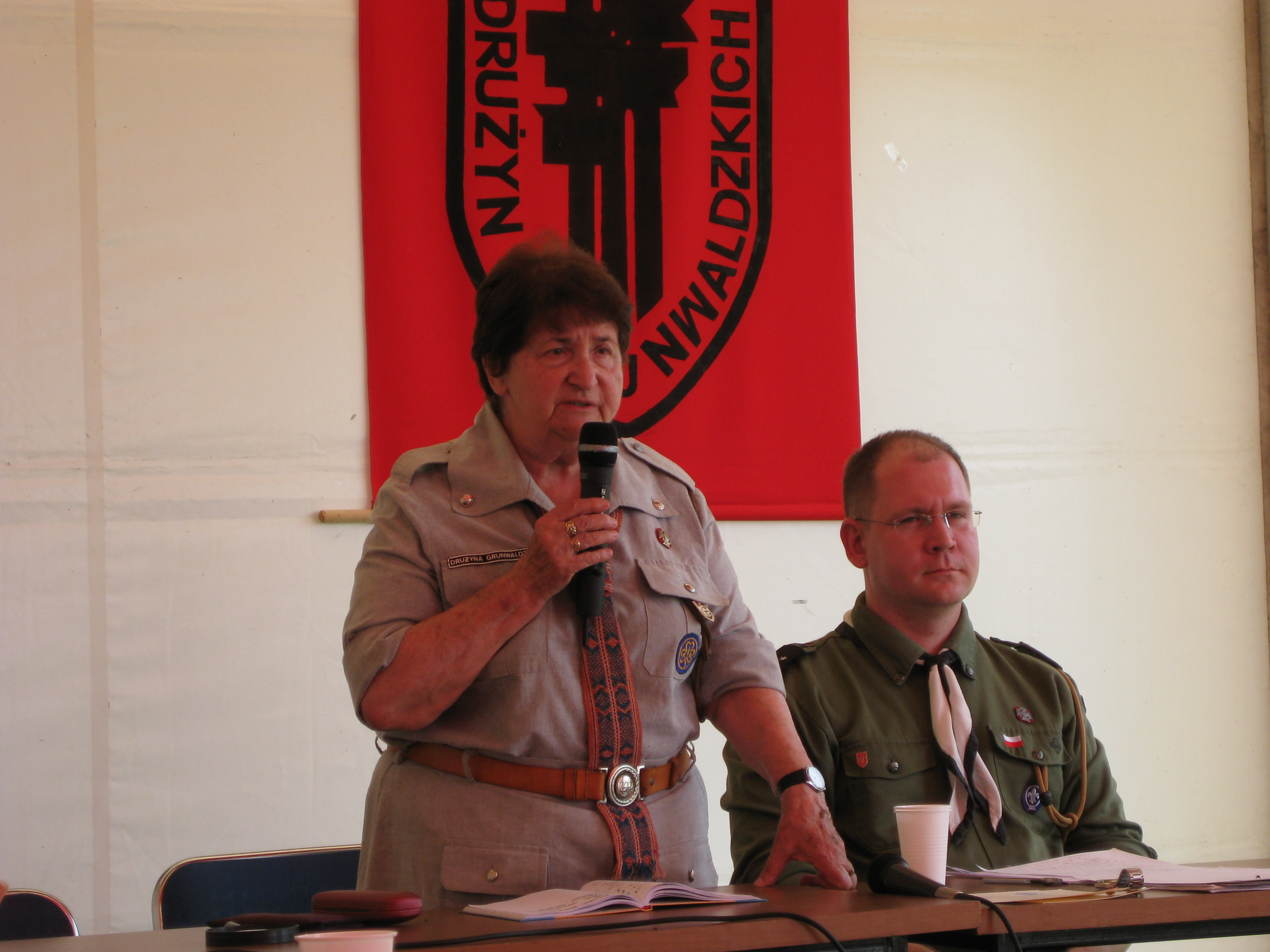
Przewodnicząca „Wspólnoty” hm. Barbara Bogdańska-Pawłowska i wiceprzewodniczący hm. Rafał M. Socha w trakcie XXXVIII Sejmiku „Wspólnoty Drużyn Grunwaldzkich”

### Sejmiki
- I Sejmik – Olsztyn, 10-12 maja 1991
- II Sejmik – Olsztyn, 29-31 maja 1992
- III Sejmik – Grunwald, 14 lipca 1993
- IV Sejmik – Ostróda, 20-22 maja 1994
- V Sejmik – Grunwald, 15 lipca 1994
- VI Sejmik – Ostróda, 14-15 stycznia 1995
- VII Sejmik – Ostróda, 13-14 maja 1995
- VIII Sejmik – Grunwald, 15 lipca 1995
- IX Sejmik – Łódź, 1-3 marca 1996
- X Sejmik – Ostróda, 17-19 maja 1996
- XI Sejmik – Grunwald, 15 lipca 1996
- XII Sejmik – Ostróda, 28 lutego – 2 marca 1997
- XIII Sejmik – Grunwald, 15 lipca 1997
- XIV Sejmik – Poznań – Swarzędz, 27 lutego – 1 marca 1998
- XV Sejmik – Grunwald,12 lipca 1998
- XVI Sejmik – Kętrzyn, 8-10 stycznia 1999
- XVII Sejmik – Grunwald,17 lipca 1999
- XVIII Sejmik – Ruda Śląska, 3-5 grudnia 1999
- XIX Sejmik – Grunwald,16 lipca 2000
- XX Sejmik – Warszawa, 1-3 grudnia 2000
- XXI Sejmik – Perkoz, 11-13 maja 2001
- XXII Sejmik – Grunwald, 15 lipca 2001
- XXIII Sejmik – Grodzisk Mazowiecki, 1-3 marca 2002
- XXIV Sejmik – Grunwald, 14 lipca 2002
- XXV Sejmik – Ostróda, 6-8 grudnia 2002
- XXVI Sejmik – Grunwald, 13 lipca 2003
- XXVII Sejmik – Warszawa, 12-14 grudnia 2003
- XXVIII Sejmik – Grunwald, 18 lipca 2004
- XXIX Sejmik – Słupca, 10-12 grudnia 2004
- XXX Sejmik – Grunwald, 15 lipca 2005
- XXXI Sejmik – Orneta, 9-11 grudnia 2005
- XXXII Sejmik – Grunwald, 14 lipca 2006
- XXXIII Sejmik – Iława, 8-10 grudnia 2006
- XXXIV Sejmik – Grunwald, 13 lipca 2007
- XXXV Sejmik – Ruda Śląska, 7-9 grudnia 2007
- XXXVI Sejmik – Grunwald, 9-10 lipca 2008
- XXXVII Sejmik – Lidzbark, 28-30 listopada 2008
- XXXVIII Sejmik – Grunwald, 17 lipca 2009
- XXXIX Sejmik – Świecie, 27-29 listopada 2009
- XL Sejmik – Grunwald, 16 lipca 2010
- XLI Sejmik – Iława, 14-16 stycznia 2011
- XLII Sejmik – Grunwald, 15 lipca 2011
- XLIII Sejmik – Kutno, 9-11 grudnia 2011
- XLIV Sejmik – Grunwald, 13 lipca 2012
- XLV Sejmik – Płock, 7-9 grudnia 2012
- XLVI Sejmik – Grunwald, 12 lipca 2013
- XLVII Sejmik – Warszawa, 17-19 stycznia 2014
- XLVIII Sejmik – Grunwald, 11 lipca 2014
- XLXIX Sejmik – Zabrze, 5-7 grudnia 2014
- L Sejmik – Grunwald, 17 lipca 2015
- LI Sejmik – Iława, 4-6 grudnia 2015
- LII Sejmik – Grunwald, 15 lipca 2016
- LIII Sejmik – Wrocław, 20-22 stycznia 2017
- LIV Sejmik – Grunwald, 14 lipca 2017
- LV Sejmik – Oborniki Wlkp., 26-28 stycznia 2018
- LVI Sejmik – Grunwald, 13 lipca 2018
- LVII Sejmik – Warszawa, 07-09 grudnia 2018

### Przewodniczący i wiceprzewodniczący
Kadencja 2022-2024
- przewodnicząca: phm. Ewa Daniłowska
- wiceprzewodniczący: phm. Marcin Król
- sekretarz: pwd. Aurelia Grejner
- członkowie rady:
- phm. Emilia Król
- hm. Iza Brant-Szehidewicz
- hm. Iwona Zawadzka
- phm. Agnieszka Semeniuk-Czepczyńska
- pwd. Monika Kłobuszewska
- hm. Adam Mańka

Kadencja 2017-2022
- przewodnicząca: hm. Dorota Jeżowska-Olszewska
- wiceprzewodniczący: hm. Przemysław Padrak
- sekretarz: pwd Aurelia Grejner

Kadencja 2015-2017
- przewodnicząca: hm. Dorota Jeżowska-Olszewska
- wiceprzewodniczący: hm. Przemysław Padrak
- sekretarz: pwd. Aurelia Grejner
- członkowie Rady:
- hm. Piotr Stanisławski
- hm. Mariusz Jabłoński
- hm. Iwona Zawadzka
- phm. Monika Chmiel
- hm. Maria Marciniak

Kadencja 2013-2015
- przewodniczący: hm. Przemysław Padrak
- wiceprzewodnicząca: hm. Marzena Skonieczna
- wiceprzewodnicząca: hm. Maria Marciniak
- wiceprzewodniczący: phm. Janusz Karaś

Kadencja 2011-2013
- Honorowa Przewodnicząca: hm. Barbara Bogdańska-Pawłowska (zmarła 8 listopada 2012)
- przewodniczący: hm. Przemysław Padrak
- wiceprzewodniczący: phm. Michał Kosowicz (do 15 lipca 2011)
- wiceprzewodnicząca: hm. Edyta Ogonowska
- wiceprzewodniczący: hm. Maciej Młynarczyk (do 13 lipca 2012)
- wiceprzewodniczący: phm. Przemysław Zawadzki
- wiceprzewodniczący: hm. Paweł Chmielewski (od 10 grudnia 2011 do 13 lipca 2012)
- wiceprzewodnicząca: hm. Marzena Skonieczna (od 13 lipca 2012)
- wiceprzewodniczący: pwd. Janusz Karaś (od 13 lipca 2012)

Kadencja 2009-2011
- przewodnicząca: hm. Barbara Bogdańska-Pawłowska
- wiceprzewodniczący: hm. Rafał M. Socha
- wiceprzewodniczący: hm. Andrzej Przegrodzki
- wiceprzewodniczący: hm. Dariusz Anaszewicz

Kadencja 2007-2009
- przewodnicząca: hm. Barbara Bogdańska-Pawłowska
- wiceprzewodniczący: hm. Rafał M. Socha
- wiceprzewodniczący: hm. Czesław Kozłowski

Kadencja 2005-2007
- przewodnicząca: hm. Barbara Bogdańska-Pawłowska
- wiceprzewodniczący: hm. Rafał M. Socha
- wiceprzewodnicząca: hm. Dorota Jeżowska-Olszewska (do 14 lipca 2006)
- wiceprzewodniczący: hm. Czesław Kozłowski (od 9 grudnia 2006)

Kadencja 2003-2005
- przewodnicząca: hm. Barbara Bogdańska-Pawłowska
- wiceprzewodniczący: hm. Maciej Grzemski
- wiceprzewodniczący: hm. Rafał M. Socha
- wiceprzewodnicząca: hm. Dorota Jeżowska-Olszewska

Kadencje w latach 1991-2003
- przewodnicząca: hm. Barbara Bogdańska-Pawłowska

## Przedstawicielstwa

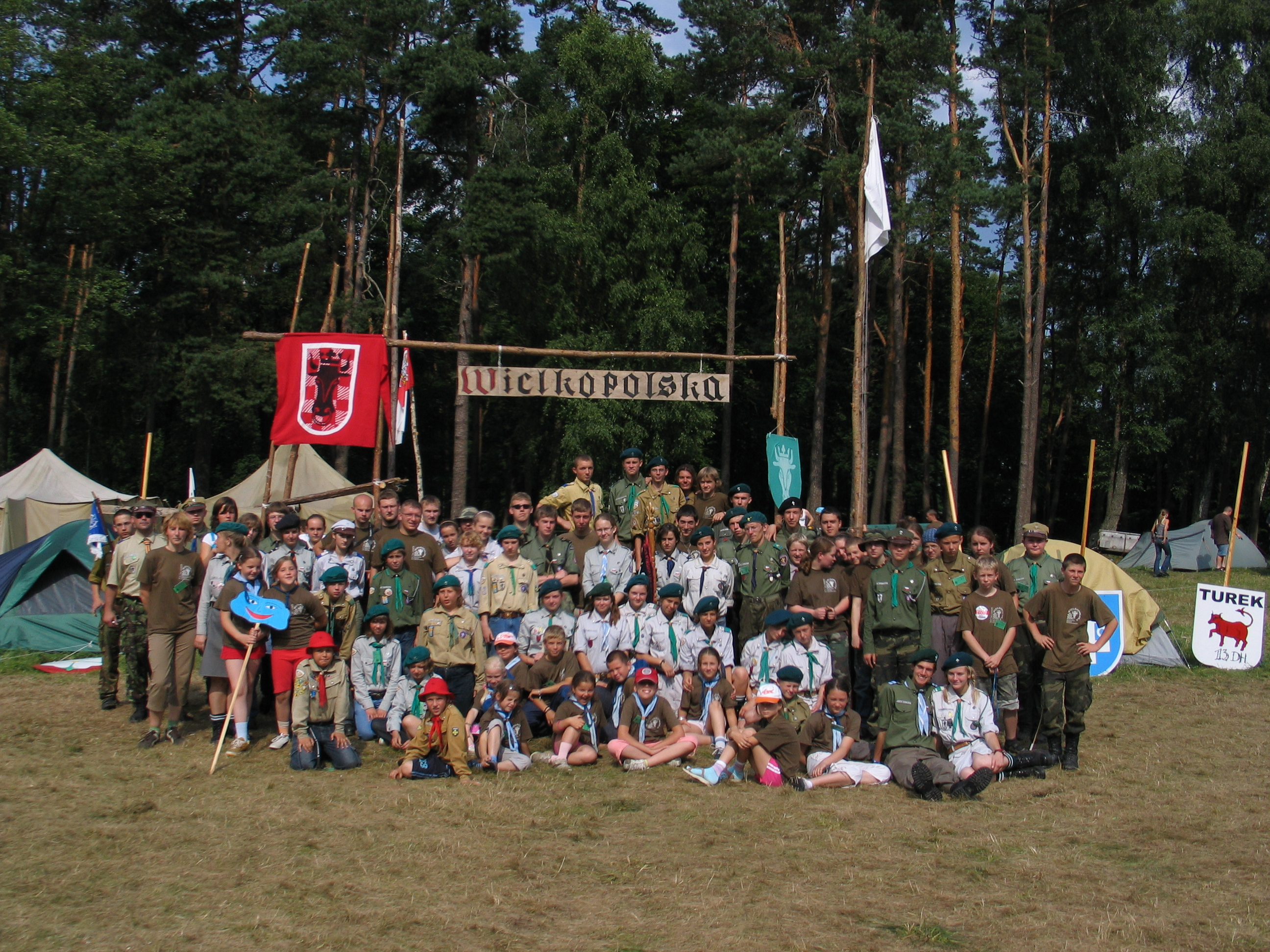
Przedstawicielstwo „Wspólnoty Drużyn Grunwaldzkich” na Chorągiew Wielkopolską ZHP

Przedstawicielstwa powołuje Przewodniczący „Wspólnoty” na terenie chorągwi ZHP, w których działają członkowie Ruchu. Przedstawicielstwem „Wspólnoty” kieruje przedstawiciel – instruktor powołany na wniosek środowiska przez Przewodniczącego „Wspólnoty”.
Celem Przedstawicielstwa jest:
- upowszechnianie idei grunwaldzkich i celów „Wspólnoty” w jednostkach organizacyjnych ZHP na terenie danej chorągwi,
- inspirowanie i koordynowanie działań członków „Wspólnoty” na terenie chorągwi,
- reprezentowanie członków „Wspólnoty” wobec władz hufców i chorągwi,
- doradztwo i szkolenie funkcyjnych w zakresie zdobywania Tytułu i „Odznaki Grunwaldzkiej”,
- wykonywanie innych zadań, powierzonych przez władze „Wspólnoty”.

Obecnie (2011) funkcjonuje 11 przedstawicielstw:
| Herb | Przedstawicielstwo                  | Rok powstania | Przedstawiciele |
| ---- | ----------------------------------- | ------------- | --- |
|      | na Chorągiew Wielkopolską ZHP       | 1992          | - hm. Rafał M. Socha – Harcerski Klub Turystyczny „Azymut” w Swarzędzu (1992-2000) - hm. Maria T. Główczyńska – I Szczep Harcerski im. Janusza Korczaka w Słupcy (2000-2016) - hm. Krzysztof Chodziak – 8 GDH "Widmo" – Oborniki Wlkp. (2016 – ) |
|      | na Chorągiew Stołeczną ZHP          | 1994          | - hm. Jerzy Porowski – 200 Warszawska Drużyna Harcerska „Leśnicy” (1994-2008) - hm. Ewa Daniłowska – Grodzisk Mazowiecki (2008-2011) - pwd. Marianna Irek – Warszawa – Zoliborz (2012- ) |
|      | na Chorągiew Łódzką ZHP             | 1995          | - hm. Krzysztof Łęcki „Stalowy” – XIII Ł D H „Stalowa Trzynastka im. gen. Józefa Bema (1995-2003) - pwd. Dominik Wyskwar – XIII Ł D H „Stalowa Trzynastka im. gen. Józefa Bema (2003-2005) hm. Krzysztof Łęcki „Stalowy” – XIII Ł D H „Stalowa Trzynastka im. gen. Józefa Bema (2006- 2011) phm. Jarosław Wykrota – Łódź (od grudnia 2011 do 2014) |
|      | na Chorągiew Śląską ZHP             | 1996          | - pwd. Marcin Malik – 90 Rudzka Drużyna Harcerska „Indianie” w Bykowinie (1996-1998) - hm. Wojciech Frank – 9 Rudzka Drużyna Harcerska „Cyganie” (1998-2005) hm. Krystian Łukaszczyk90 Rudzka Środowiskowa Grunwaldzka Drużyna Harcerska „Indianie” im. hm. Jerzego Lisa (2005-2010) pwd. Janusz Karaś – 39 Grunwaldzka Drużyna Harcerska „Gniazdo” (2010-2016) - pwd. Patrycja Bieniek – – (2016-2018) – hm. Grzegorz Przybylak – 4 GDDH "Leśni Ludzie" Dąbrowa Górnicza (2018-)                                                                                           |
|      | na Chorągiew Kujawsko-Pomorską ZHP  | 1997          | - hm. Włodzimierz Domek – 6 Koronowski Związek Drużyn „Czupierzaki” (1997-1999) - hm. Jolanta Haratym – 85 Bydgoska Grunwaldzka Drużyna Harcerska „Błękitne Delfiny” (1999-2002) - phm. Danuta Łońska – "Leśne Duchy" – Bydgoszcz, (2002-2004) phm. Przemysław Padrak – 77 G Ś D H im. Zawiszy Czarnego w Laskowicach (2005-2011) pwd. Katarzyna Kwiatkowska – Toruń (2011-2012), - pwd. Anna Wiertlewska - Koronowo (2012-2013) - pwd. Miłosz Wardziński – 77 GSDH Laskowice (2013-2015), - hm. Joanna Lewandowska - 13 Gromada Zuchowa "Ogniste Pióra" – Szubin (2016 – ) |
|      | na Chorągiew Warmińsko-Mazurską ZHP | 1997          | - hm. Arkadiusz Witkowski – Braniewo (1997-1998) - pwd. Aurelia Grejner – Biskupiec Reszelski (1998-2003) phm. Michał Ludkiewicz – Orneta (2004-2009) phm. Michał Kosowicz – Lidzbark Welski (2010-2011) phm. Maria Marciniak – 16 Iławska Drużyna Harcerska „Burza” ( 2011 – 2018) - hm. Maciej Marciniak – 16 IDH "Burza" (2018 – ) |
|      | na Chorągiew Mazowiecką ZHP         | 2007          | - hm. Maciej Młynarczyk – 10 Sierpecka Drużyna Harcerska „Decima” im. Ignacego Domeyki (2007-2009) - phm. Magdalena Jaworska – 3 Ostrołęcka G Z „Skrzydlaci Przyjaciele” ( 2009- 2010) pwd. Magdalena Kowalska – VII Przyparafialna Wodna Grunwaldzka Żeńska Drużyna Wielopoziomowa „Jungi” im. hm. J. Falkowskiej (2010-2013) |
|      | na Chorągiew Dolnośląską ZHP        | 2007          | - phm. Dorota Jarema – Wrocławski Szczep Harcerski „11” (2007-2009) - phm. Rafał Jezierski – Hufiec ZHP Sroda Sląska (2016 – ) |
|      | na Chorągiew Białostocką ZHP        | 2010          | - phm. Marcin Ruszewski – Suwałki ( 2010-2015) - phm. Dariusz Szehidewicz - 40 BDH Białystok (2016- ) |
|      | na Chorągiew Lubelską ZHP           | 2011          | - pwd. Katarzyna Wójtowicz – Lublin (2011-2013) |

Na przestrzeni lat istniały również następujące regionalne reprezentacje:
| Herb | Przedstawicielstwo               | Rok powstania | Rok zaprzestania działalności | Przedstawiciele |
| ---- | -------------------------------- | ------------- | ----------------------------- | --- |
|      | na Chorągiew Gdańską ZHP         | ?             | ?                             | hm. Tomasz Weber – Szczep Drużyn Kwatermistrzowskich w Miastku hm. Ewa Ścieburako – Szczep Drużyn Kwatermistrzowskich w Miastku |
|      | na Chorągiew Ziemi Lubuskiej ZHP | 1998          | ?                             | pwd. Marek Karczmitowicz – 10 Drużyna Harcerska „Anakonda” im. 1 Samodzielnej Kompanii „Commando” w Kostrzynie                  |
|      | na Chorągiew Krakowską ZHP       | ?             | ?                             | pwd. Bartłomiej Zabdyr – Tarnów                                                                                                 |
|      | poza granicami kraju             | ?             | ?                             | hm. Anna Góźdź |
|      | na Chorągiew Opolską             | 1998          | 2001                          | hm. Paweł Bandurski – Nysa |